# Zapeando
Zapeando és un programa de televisió produït per Globomedia que s'emet a la tarda de laSexta des del 18 de novembre de 2013. Creat per Juan Andrés García "Bropi" i presentat per Frank Blanco, el programa repassa cada jornada televisiva amb to d'humor, juga a diversos jocs, prepara diverses seccions, etc.
El programa està fet per Ana Morgade, Anna Simon, Cristina Pedroche, Miki Nadal i Quique Peinado juntament amb altres col·laboradors ocasionals.

## Format
Zapeando és una tertúlia televisiva en directe en què el seu presentador i els col·laboradors comenten amb humor els moments més destacats de la programació televisiva, així com els espais més i menys estimats pels espectadors, els millors vídeos i muntatges, els errors dels presentadors, records d'antics personatges d'èxit televisiu o els anuncis més comentats. A més, hi poden introduir convidats, que ajuden a comentar alguns dels moments televisius (anomenats momentazos) o simplement parlen sobre els seus treballs més recents.
A vegades, alguns col·laboradors realitzen paròdies d'alguns programes zapejats. Per exemple, Miki Nadal va parodiar l'Antonio propietari de la taverna La concha, aparegut al programa Pesadilla en la cocina, o el tertulià d'El chiringuito de Jugones, François Gallardo. El programa també ha copiat alguns jocs i seccions d'altres espais, normalment internacionals, com ara la guerra de l'aigua popularitzada pel Jimmy Fallon al seu programa The Tonight Show, del canal americà NBC. Aquest «abús» per part de Zapeando amb el programa americà és, en moltes ocasions, motiu de broma entre els col·laboradors del programa.

## Història
A final del mes d'agost de 2013, La Sexta i Globomedia van anunciar que preparaven Zapeando, una tertúlia humorística sobre l'actualitat televisiva, tant nacional com internacional. El 4 d'octubre es va desvelar que Frank Blanco en seria el seu presentador, i uns dies després que els seus col·laboradors serien Celia Montalbán, César García, Mar Vega, Miki Nadal, Quique Peinado, Santi Villas, Sergi Mas i Susana Guasch.
Tot i que l'estrena estava planejada per a l'11 de novembre, Zapeando finalment va començar a emetre's el 18 de novembre de 2013. Des de llavors s'emet de dilluns a divendres a la tarda. Després d'algunes setmanes d'emissió, el programa va incorporar unes millores, com ara la introducció d'un guió i la incorporació d'una taula central on seuen el presentador i els col·laboradors. Alguns se'n van anar (César García, Mar Vega, Santi Villas, Sergi Mas, Celia Montalbán i Susana Guasch) i en van venir de nous, com la Sara Escudero, l'Ana Morgade, la Cristina Pedroche i el Manu Sánchez.
A poc a poc s'han incorporat més col·laboradors, com Anna Simon, Josie, Leo Harlem, Lorena Castell o Llum Barrera. D'altres se'n van anar a altres projectes, com Irene Junquera, Sara Escudero o Manu Sánchez. Durant l'estiu s'introdueixen col·laboradors ocasionals quan els habituals tenen vacances.
L'audiència del programa ha millorat molt des dels inicis, amb quotes de pantalla entre el 7 per cent i el 9 per cent i un seguiment d'entre 800.000 i un milió d'espectadors de mitjana. Va obtenir el seu rècord històric al programa 500 (el 23 de novembre de 2015), amb 1.200.000 espectadors i una quota de pantalla del 9,4 per cent.

## Equip del programa

### Presentador
| Presentador | Professió                      | Durada                       |
| ----------- | ------------------------------ | ---------------------------- |
| Dani Mateo  | Presentador i locutor de ràdio | Primer programa - Actualment |

| Presentador substitut | Durada                         |
| --------------------- | ------------------------------ |
| Ana Morgade           | Programa 426                   |
| Miki Nadal            | Programa 427                   |
| Quique Peinado        | Programa 428                   |
| Sara Escudero         | Programa 429                   |
| Irene Junquera        | Programa 430                   |
| Anna Simon            | Programa 588 Programes 669-678 |

### Col·laboradors actuals
Els col·laboradors actuals, ordenats per data de primera aparició, són:
| Col·laborador                  | Professió                                 | Durada                                                               | Observacions                                                      |
| ------------------------------ | ----------------------------------------- | -------------------------------------------------------------------- | ----------------------------------------------------------------- |
| Miki Nadal                     | Presentador, actor, humorista i comediant | Primer programa – Actualment                                         |                                                                   |
| Quique Peinado                 | Periodista, guionista i col·laborador     | Programa 2 – Actualment                                              |                                                                   |
| Ana Morgade                    | Actriu, presentadora i humorista          | Novembre 2013 – Actualment                                           |                                                                   |
| Cristina Pedroche              | Presentadora i actriu                     | Desembre 2013 – Actualment                                           |                                                                   |
| José Fernández Pacheco "Josie" | Estilista                                 | Abril 2014 – Actualment                                              | Només seccions setmanals "Josie News" i "El consultorio de Josie" |
| Leo Harlem                     | Humorista i monologuista                  | Maig 2014 – Abril 2016 13 de juny de 2016 Setembre 2016 – Actualment |                                                                   |
| Anna Simon                     | Presentadora i periodista                 | Juliol 2014 – Actualment                                             |                                                                   |
| Lorena Castell                 | Presentadora, actriu i cantant            | Agost 2015 20 i 27 de maig 2016 Juliol 2016 – Actualment             |                                                                   |
| Llum Barrera                   | Actriu, còmica i humorista                | Novembre 2015 – Actualment                                           |                                                                   |
| Ares Teixidó                   | Actriu i presentadora                     | Febrer – març 2017 Juny – Actualment                                 |                                                                   |
| Chenoa                         | Cantant i compositora                     | Febrer 2017 – Actualment                                             | Només els dilluns                                                 |
| Mario Vaquerizo                | Col·laborador                             | Març 2017 – Actualment                                               | Només secció setmanal "5 vídeos con Mario"                        |
| Juan Carlos Librado "Nene"     | Monologuista i actor                      | Juny de 2017 – Actualment                                            |                                                                   |
| Paula Prendes                  | Actriu i periodista                       | Estiu 2017 – Actualment                                              |                                                                   |

     Col·laboradors habituals
     Col·laboradors ocasionals
     Col·laboradors puntuals (menys freqüents)
     Col·laboradors només en una secció

## Temporades i programes
| Temporada | Temporada               | Programes   | Estrena                | Fi                    | Audiència mitjana | Audiència mitjana | Audiència mitjana |
| Temporada | Temporada               | Programes   | Estrena                | Fi                    | Espectadors       | Quota             |                   |
| --------- | ----------------------- | ----------- | ---------------------- | --------------------- | ----------------- | ----------------- | ----------------- |
|           | Temporada 1 (2013-2014) | 162         | 18 de novembre de 2013 | 18 de juliol de 2014  | 689 000           | 5,4%              |                   |
|           | Temporada Estiu (2014)  | 29          | 21 de juliol de 2014   | 29 d'agost de 2014    | 806 000           | 7,1%              |                   |
|           | Temporada 2 (2014-2015) | 209         | 1 de setembre de 2014  | 3 de juliol de 2015   | 894 000           | 7,2%              |                   |
|           | Temporada Estiu (2015)  | 45          | 6 de juliol de 2015    | 4 de setembre de 2015 | 785 000           | 6,6%              |                   |
|           | Temporada 3 (2015-2016) | 208         | 7 de setembre de 2015  | 1 de juliol de 2016   | 895 000           | 7,3%              |                   |
|           | Temporada Estiu (2016)  | 45          | 4 de juliol de 2016    | 2 de setembre de 2016 | 731 000           | 6,4%              |                   |
|           | Temporada 4 (2016-2017) | 208         | 5 de setembre de 2016  | 30 de juny de 2017    | 824 000           | 6,9%              |                   |
|           | Temporada Estiu (2017)  | 45 aprox. * | 3 de juliol de 2017    | setembre de 2017 *    |                   |                   |                   |

(*) Dades provisionals

(Negreta) Edició més vista

## Premis
Zapeando i el seu equip van guanyar el premi Antena de Oro al 2015 i l'Antena de Plata al 2017. También han estat nominats en diverses ocasions als premis Neox Fan Awards i els Premis Iris.
| Any  | Premi                           | Categoria             | Candidat                                                                    | Resultat   |
| ---- | ------------------------------- | --------------------- | --------------------------------------------------------------------------- | ---------- |
| 2014 | Neox Fan Awards                 | "El programón"        | Zapeando                                                                    | Nominat    |
| 2014 | Neox Fan Awards                 | "El mega presentador" | Frank Blanco                                                                | Nominat    |
| 2014 | Neox Fan Awards                 | "El más crack"        | Josie                                                                       | Eliminat   |
| 2015 | Neox Fan Awards                 | "El programón"        | Zapeando                                                                    | Nominat    |
| 2015 | Neox Fan Awards                 | "El careto + LOL"     | Frank Blanco                                                                | Nominat    |
| 2015 | Neox Fan Awards                 | "Momento OMG"         | Morreig del Boris Izaguirre al Frank Blanco                                 | Eliminat   |
| 2015 | Neox Fan Awards                 | "Momento OMG"         | Transparències de la Cristina Pedroche a les campanades amb el Frank Blanco | Nominat    |
| 2015 | Premis Antena de Oro            | Televisió             | Frank Blanco                                                                | Guanyador  |
| 2016 | Premis Iris de l'Acadèmia de TV | Millor direcció       | Carlos Herrero, director del programa                                       | Nominat    |
| 2016 | Premis Iris de l'Acadèmia de TV | Millor realització    | María Zarazúa, realitzadora del programa                                    | Nominada   |
| 2017 | Premis Antena de Plata          | Televisió             | Anna Simon                                                                  | Guanyadora |